# Ĳsselmeer

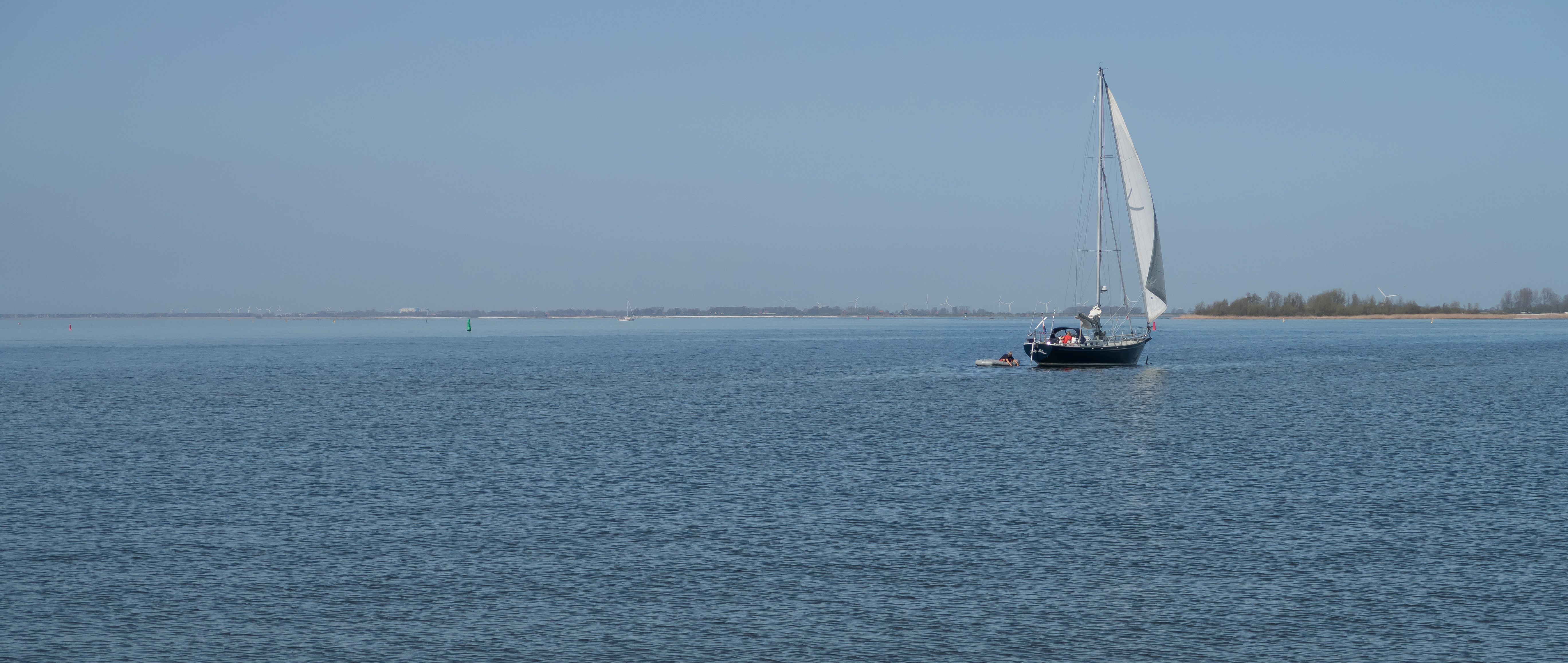
Hindeloopen, vista del IJsselmeer

El IJsselmeer o lago del Isala, por el nombre del río Isala, que lo alimenta a través de un lago menor, el Ketelmeer, que es el lago más importante de los  Países Bajos, un lago artificial localizado en el centro del país que anteriormente era parte del Zuiderzee («mar del sur»), un antiguo entrante poco profundo del mar del Norte. Sus riberas pertenecen a las provincias de Flevoland, Holanda Septentrional y Frisia. Tiene una superficie de 1100 km² y poca profundidad, con una media de entre 5 y 6 m y una máxima de 9,5 m por encima del NAP, cerca de la costa frente a Lelystad.
El IJsselmeer fue creado en 1932, cuando el mar interior Zuiderzee fue cerrado por el dique Afsluitdijk, aunque posteriormente se fueron ocupando tierras al lago. El IJsselmeer funciona como una gran reserva de agua dulce para la agricultura y el consumo humano.

## Geografía

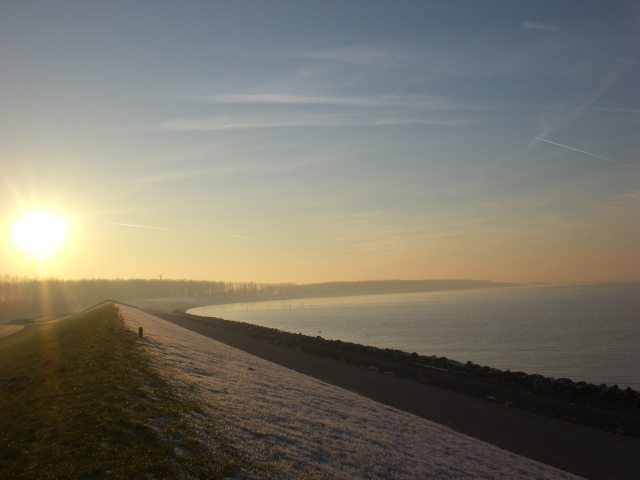
Atardecer en el lago Isala, cerca de Lelystad

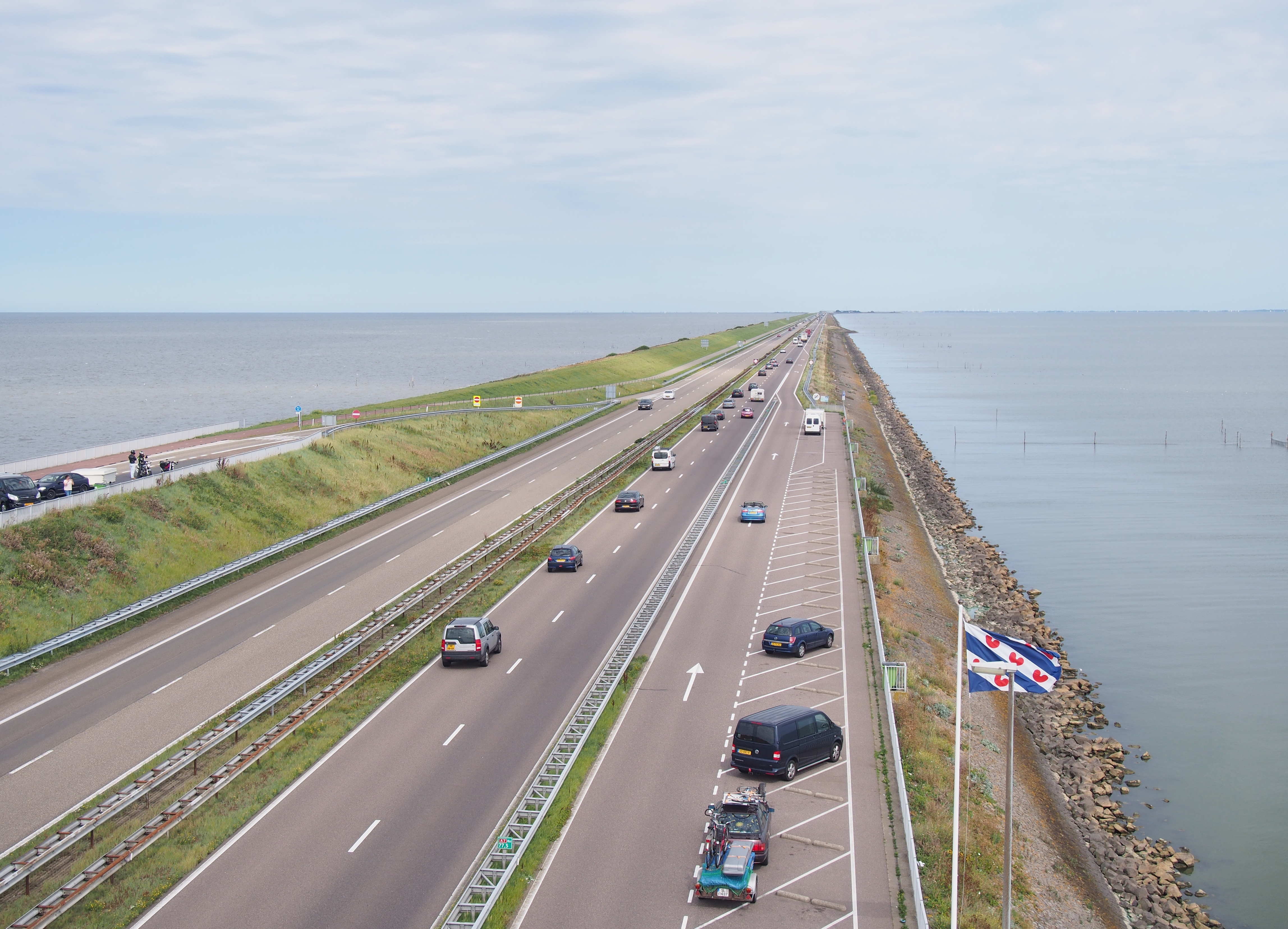
Vista del dique Afsluitdijk

La zona del Ĳsselmeer pertenecía al delta del río Rin y era alimentada por varias vías:
- a través del río Vecht (de 40 km), por el IJmeer y el Markermeer;

- a través del Ketelmeer, por el río Isala que le da nombre;

- por el Overijsselse Vecht (de 167 km), a través del Zwarte Water (de 19 km) y del Ketelmeer;

- por el río Eem (de 19 km), a través del Eemmeer, del Gooimeer, del Ijmeer y del Markermeer;

- por el Hierdense Beek (de 25 km), a través de la región de Veluwe, el Drontermeer y el Ketelmeer;

- por el río Amstel (de 31 km), a través del Y, el Ymeer y el Markermeer.

Las aguas del Ĳsselmeer se derivan ahora hacia el mar de Frisia a través de dos emisarios artificiales, controlados por las esclusas Stevinsluizen, en Den Oever, en Holanda Septentrional, y las de Lorentzsluizen, en Kornwerderzand. Esta evacuación se lleva a cabo durante la marea baja, cuando el nivel del mar de Frisia es menor que el del IJsselmeer.
El nivel del IJsselmeer varía con las estaciones. En verano, el nivel está 0,20 m por debajo del mar, del NAP, y en invierno 0,40 m por debajo de ese nivel. En verano, se decidió tener un nivel más alto debido a que la contribución de los ríos es baja y además es necesario disponer de una gran cantidad de agua para el drenaje de los canales y la lucha contra la salinidad de los pólderes del noroeste del país.
El Ĳsselmeer tiene una importante función como reserva de agua dulce, sirviendo como fuente para la agricultura y los sistemas de agua potable.  El lago está repleto de peces y también ofrece muchas oportunidades para diversas actividades recreativas.    Todavía tiene una función como ruta de transporte y desempeña un importante papel como reserva natural.
El IJsselmeer está separado del Markermeer, que tiene un nivel de agua diferente

## Historia
En la época romana, el lago Flevo, separado del mar por dunas, ocupaba gran parte de la zona y estaba comunicado con el mar por una desembocadura de río o tal vez por un estrecho estuario, el Vlie,  entre lo que es más tarde se convertiría en las islas de  Vlieland y Terschelling. El ahora brazo de mar del Marsdiep todavía era un pequeño río.  El nombre de lago Almere era habitual en aquella época.
En 838 después de un gran inundación, el mar ganó mucho terreno, por lo que sabemos a partir de dos fuentes. Luego, durante dos siglos, la situación parece haber permanecido estable.
Pero después de una serie de tormentas en el siglo XIII muchas áreas se perdieron. La inundación de la Sainte-Julienne, en 1164, fue seguida por inundaciones catastróficas en 1212, 1214, 1219 (inundaciones del Saint Marcel) y 1248 y las dunas de Callantsoog fueron arrasadas. Las barreras naturales se rompieron y el lago se convirtió en un mar interior.  Después de la catástrofe de las inundaciones de 1282, la conexión entre Texel y el continente se perdió, y tras la desastrosa inundación de la Santa Lucía, en 1287, que se cobró decenas de miles de muertos, el proceso se completó. Desde ese momento, a ese cuerpo de agua se le dio el nombre de Zuiderzee. Con el curso de los siglos, el agua dulce original se convirtió en agua salobre, y, al reducirse la influencia de los ríos, por último, el lago se convirtió en un golfo o mar interior.
Los habitantes supervivientes de los campos circundantes se organizaron para sacar provecho de las nuevas circunstancias.  El mar interior era un centro de relaciones comerciales y los barcos mercantes comenzaron a recorrer los mares partiendo de puertos como Kampen y Harderwijk, que serán parte de la liga Hanseática, y comienzan a florecer los puertos de Hoorn y Ámsterdam.
La pesca es muy activa: en el año 1900, en su apogeo, tenía alrededor de 3.000 barcas que se dedicaban a la captura del arenque, anchoa, anguila, platija y camarón.  

### Obras en el Zuiderzee
El Zuiderzee era conocido antiguamente como un mar tormentoso que a menudo provocaba inundaciones en el país, entonces más densamente poblado, causando muchas víctimas.
Durante el siglo XIX se comenzó a debatir la cuestión de la recuperación de la totalidad o parte del Zuiderzee.  Para la navegación comercial, el Zuiderzee ya había perdido su importancia al desarrollarse la revolución industrial. El nuevo proyecto, en cambio, traería muchas nuevas tierras de cultivo. Se iniciaron entonces las obras de Zuiderzee, un importante proyecto de pólders; pero hasta la votación parlamentaria de 1918, a raíz de la inundaciones en los Países Bajos en 1916, no se concretaron los pasos con el proyecto del ingeniero Cornelis Lely.
La pieza maestra, antes del drenaje, fue el gran dique (Afsluitdijk, literalmente "presa de cierre"), terminado en 1932. Tiene 30 km de largo y 90 m de ancho y lo recorre una carretera. Los pólderes de Flevoland Oriental,  Flevoland Meridional y Noordoostpolder se crearon dentro del IJsselmeer entre 1930 y 1968.
En 1975, el Ĳsselmeer quedó dividido en dos partes tras la finalización del dique de Houtribdijk cerca de Enkhuizen, al sureste de Lelystad, también llamado Markerwaarddijk, ya que debía originalmente bordear el Markerwaard al noreste de Ámsterdam y ser la frontera del nuevo lago, el Markermeer.

### Perspectivas futuras
Se espera que, debido al cambio climático, se duplique la cantidad de agua desalojada al mar de Frisia. Es posible que el mar de Frisia tenga, en marea baja, un nivel 25 cm más alto que el del Ysselmeer.  Por ahora la meta es duplicar la capacidad de drenaje, así como la coherencia ecológica entre el Ysselmeer y el mar de Frisia.